# Акатьева, Арина Ивановна
Арина Ивановна Акатьева (род. 28 марта 2008 года в Асбесте, Свердловская область) — российская футболистка, полузащитник команды «Чертаново».

## Карьера
С 3 лет начала заниматься футболом в Екатеринбурге. В 12 лет поступила в спортивную школу «Чертаново». Первый тренер — Сергей Михайлович Боровков. Выступает на позиции инсайда и нападающего.

### Клубная
В составе «Чертаново» двукратная чемпионка Первенства России по футболу среди девушек до 16 лет (ЮФЛ-девушки) 2021 и 2022 годов, а в 2023 году стала финалисткой Первенства России. Во всех 3 сезонах признавалась лучшим игроком турнира.
Сезон 2024 начала в основном составе «ЖФК Чертаново», в 1-м туре Суперлиги дебютировала на 74-й минуте матча, выйдя на замену вместо Ольги Белоусовой в возрасте 15 лет в матче против ЖФК «Рязань-ВДВ». Первый гол за основную команду забила 25 мая 2024 года в ворота «Крыльев Советов».

### Сборная
В составе юниорской сборной России (до 17) дебютировала 1 декабря 2023 года в матче против сборной Парагвая, выйдя на замену на 46-й минуте вместо Дарьи Котловой и отметилась голом на 76-й минуте. Первый матч в составе молодёжной сборной России провела 12 июля 2024 года против сборной Эквадора.